# Teach Me How to Be Loved
Teach Me How to Be Loved è un singolo della cantante britannica Rebecca Ferguson, pubblicato nel 2012 ed estratto dal suo album Heaven.

## Tracce
- Download digitale

1. Teach Me How to Be Loved – 3:50